# Deslizamento de terra em El Carmen de Atrato
Os deslizamentos de terra em El Carmen de Atrato aconteceram às 17h30 (UTC−05:00) do dia 12 de janeiro de 2024. O município de El Carmen de Atrato, cidade do departamento de Chocó, no noroeste da Colômbia, foi atingido por fortes chuvas que provocaram inundações e deslizamentos de terra, causando a morte de pelo menos 39 pessoas e ferindo, pelo menos, outras 35.

## Antecedentes
A Colômbia já foi assolada por inundações e deslizamentos de terra mortais anteriormente. Em 2017, centenas de pessoas foram mortas em uma zona remota do sul do país, depois de chuvas torrenciais terem provocado inundações e deslizamentos de terra na cidade de Mocoa.

## Evento
Francia Márquez, vice-presidente da Colômbia, afirmou que os deslizamentos de terra ocorreram em uma estrada entre as cidades de Quibdó e Medellín na sexta-feira, dia 12 de janeiro, após a região sofrer 24 horas de fortes chuvas. Embora a Unidade Nacional de Gestão de Riscos de Desastres (UNGRD) da Colômbia não tenha especificado a causa exata do deslizamento de terra, o Departamento de Defesa do país informou que estava chovendo intensamente na área, o que dificultava as operações de resgate.

## Vítimas e consequências
Pelo menos 39 pessoas morreram. De acordo com as autoridades, pelo menos 17 corpos foram transferidos para Medellín para exames forenses. A UNGRD disse inicialmente em um comunicado que pelo menos 18 pessoas tinham morrido. A agência também disse que pelo menos 35 pessoas feridas foram levadas a hospitais. O último relatório oficial não informou quantos ficaram feridos.
Francia Márquez, vice-presidente do país, afirmou que a busca continuava "por pessoas que permanecem presas sob o deslizamento de terra". Ela também disse que várias crianças estavam entre as vítimas.
A UNGRD, a Defesa Civil Colombiana, o Exército Nacional, o Ministério da Saúde e Proteção Social e o Departamento de Polícia de Chocó foram mobilizados para responder ao desastre.

## Reações
Após o deslizamento, o presidente Gustavo Petro referiu que o seu governo forneceria todo o apoio necessário em reação àquilo que descreveu como uma "tragédia horrível".
O Papa Francisco, do Vaticano, pediu no domingo para "rezar pelas vítimas da avalanche na Colômbia que causou inúmeras vítimas".
Vários governos da região, como o do Brasil, da Venezuela e do Peru, expressaram sua solidariedade diante da tragédia em Chocó.